# Tuc de Roques Negres
El Tuc de Roques Negres és una muntanya que es troba en el terme municipal de la Vall de Boí, a la comarca de l'Alta Ribagorça, i dins del Parc Nacional d'Aigüestortes i Estany de Sant Maurici.
El pic, de 2.498,1 metres, està situat al sud-est de la Bretxa de Pauss, en la carena que de nord-oest a sud-est separa l'occidental Estany Cloto de l'oriental Estany de Tumeneia de Dalt.

## Rutes
El punt més propici per ascendir al cim és des de la collada que, al seu nord-oest, domina els estanys Cloto i Tumenia de Dalt. Aquest coll és molt a prop del camí que des del Refugi Joan Ventosa i Calvell, via la riba meridional de l'Estany de Travessani, els Estanys de Tumeneia i l'Estany Cloto, porta a la Bretxa Peyta o a la de Pauss.
Una altra opció és anar a trobar aquest camí, des del Pletiu de Riumalo; ja sigui pel barranc de l'Estany Cloto, o pels barrancs de les Llastres i de l'Estany de Tumeneia de Dalt.